# Balungao
Balungao, antes conocido como Panaclaban, es un municipio filipino de cuarta categoría, situado en la isla de Luzón y perteneciente a la provincia de Pangasinán en la Región Administrativa de Ilocos, también denominada Región I.

## Barangayes
El municipio se divide, a los efectos administrativos, en 20 barangayes o barrios, conforme a la siguiente relación:
| - Angayan del Norte - Angayan del Sur - Capulaan - Esmeralda - Kita-kita | - Mabini - Mauban - Población - Pugaro - Rajal | - San Andrés - San Aurelio 1º - San Aurelio 2º - San Aurelio 3º - San Joaquín | - San Julián - San León - San Marcelino - San Miguel - San Raymundo |  |

## Historia
Hasta finales del siglo XVII Panaclaban dependía del municipio de Cuyapo en la provincia de Nueva Ecija.
A principios del siglo XX pasa a depender de Rosales.

## Patrimonio
Iglesia parroquial católica bajo la advocación de San José, que hoy se encuentra bajo la jurisdicción de la diócesis de Urdaneta en la Arquidiócesis  de Lingayén-Dagupán.	